# Heimenkirch
Heimenkirch är en köping (Markt) i Landkreis Lindau i Regierungsbezirk Schwaben i förbundslandet Bayern i Tyskland.